# ジム・マッコーン
ジェームズ・ジョゼフ・マッコーン（英語：James Joseph McConn、1928年3月15日 - 1997年3月14日）は、アメリカ合衆国の政治家。ヒューストン市長を務めた。

## 生涯
1928年3月15日にオクラホマ州タルサに誕生した。1939年にヒューストンに引っ越し、1947年にマージョリー・ガウジンハイムと結婚した。ノートルダム大学に入学し、ヒューストンに戻って建築資材販売や住宅建設業に従事した。
1969年に空席となっていたグレーターヒューストン住宅建設業者協会会長となって知名度を高め、1971年にルイ・ウェルチ市長からヒューストン市議会議員に任命された。1973年に再選されて1975年に落選した。1977年に市長に立候補した。1回目は保守派元地方検事フランク・ブリスコーに大差で敗北するも、二回投票制により、社会的少数者や1回目で敗北した他の候補者達からの票を集めて市長となった。1979年にルイス・マーシーに勝利して再選されるも、1981年にはキャサリン・J・ウィットマイアに敗北・落選した。
その後はヒューストン・アストロズを所有していたヒューストンスポーツ協会副会長などを務めた。1997年3月14日にヒューストンで癌により死亡した。